# 田中つかさ
田中 つかさ（たなか つかさ）は、日本の漫画家。男性。本名は田中 司（読みは同じ）。埼玉県出身。
1975年、『三億円事件捜査本部』で『週刊少年ジャンプ』にてデビュー。
代表作にドラマ化された『火災調査官』など。

## 作品一覧
- ふたりのダービー
- スーパー巨人（原作：蕪木一生）
- ガッツトライ
- ナースステーション（原作：高山よしのり）
- 人びとの協奏曲
- 男たちのエレジー（原作：新井龍司）
- 真梨子のキャンバス
- ピアスのランナー
- 特派記者ドッポ（原作：鉄屋三三二）
- プリズンホテル（原作：浅田次郎）
- 愛車買います！（原作：加藤久美子）
- ザ・バーテンダー（原作：なしきひろし）
- 家族の法則（原作：岡田隆介）海陸まこととの共作
- 火災調査官 紅蓮次郎・炎のプロファイル（原作：鍋島雅治）
- マル暴鑑識官（原作：黒沢哲哉）
- 江戸おんな草紙艶暦（原作：南原幹雄）
- 人形佐七捕物帳（原作：横溝正史）
- 天地人（原作：火坂雅志）
- おいしいパンを召しあがれ！ （原案：大和田聡子）
- お天気ガール（原案：半井小絵）
- ぶらり　釣り侍